# مک‌کانل (ایلینوی)
مک‌کانل (به انگلیسی: McConnell) یک منطقهٔ مسکونی در ایالات متحده آمریکا است که در شهرستان استفنسون، ایلینوی واقع شده‌است. مک‌کانل ۲۳۷٫۱۴ متر بالاتر از سطح دریا واقع شده‌است.